# جورجیو پرلاسکا
جورجیو پرلاسکا (ایتالیایی: Giorgio Perlasca; ۳۱ ژانویهٔ ۱۹۱۰ – ۱۵ اوت ۱۹۹۲) تاجر و دیپلمات اهل ایتالیا بود که در زمستان ۱۹۴۴ خودش را جای کنسولگر اسپانیا در مجارستان جا زد و با استفاده از مصونیت دیپلماتیک جعلیش ۵٬۲۱۸ یهودی را از فرستاده شدن به اردوگاه‌های مرگ در شرق اروپا نجات داد.
به خاطر این کار، نشان درستکار در میان ملل در سال ۱۹۸۹ به وی داده شد. در سال ۱۹۹۱ وی نشان شایستگی جمهوری ایتالیا را نیز دریافت کرد.